# Triumph Tiger
La Triumph Tiger, d'abord modèle sportif, est un trail de la firme britannique Triumph.

## Tiger sportive

### Tiger 100 (T100 et T100A)
La Tiger 100 est le modèle sportif de la gamme. Ce nom lui fut donné parce qu'elle devait atteindre la vitesse de 100 mph, soit environ 160 km/h. Bien que présentée en 1938, la Seconde Guerre mondiale ne permet la commercialisation qu'en 1946. Elle utilise un moteur bicylindre en ligne face à la route, quatre temps, culbuté, supercarré (69 × 65,5 mm) de 499 cm3, avec 7,8:1 de compression, dérivé de celui de la Speed Twin, dont la puissance a été portée à 30 ch et atteint plus tard 34 ch à 7 000 tr/min. Les pistons sont forgés, solution rarissime à l'époque. Ce moteur a été dessiné par Edward Turner, ingénieur à qui les motos Triumph doivent énormément. Ce twin calé à 360° se caractérise par la présence de deux arbres à cames placés dans le carter, au pied des cylindres. Celui situé devant actionne les soupapes d'échappement, celui monté derrière se charge des soupapes d'admission. Tous deux sont entraînés par des engrenages placés dans un carter latéral, à droite du moteur.
Cette solution est unique ; elle n'est pas adoptée, notamment, par BSA dont les machines bicylindres sont les concurrentes les plus directes de la Tiger 100. Les BSA ont un seul arbre à cames en arrière des cylindres, ce qui oblige à incliner les tiges de commande des culbuteurs. Non seulement l'utilisation de deux arbres à cames assure un beau dessin et un fonctionnement optimal de la distribution, mais elle explique le charme esthétique particulier qui émane du moteur Tiger 100[non neutre], et spécialement la superbe[non neutre] et logique simplicité de l'ensemble cylindres/culasse vu de profil. C'est pourquoi la beauté de la Tiger 100 subsiste[non neutre] lorsque la magnéto disparaît pour céder la place à un allumage utilisant la batterie, et même lorsqu'un carter monobloc regroupe le moteur et la boîte de vitesses, jusque-là séparés.
Le calage des manetons à 360° permet au moteur de fonctionner avec un seul carburateur car les aspirations sont régulièrement réparties dans le temps, ce qui simplifie les phénomènes de battement gazeux dans le conduit d'admission. Phénomène absent dans un moteur en V, type Harley-Davidson. La Tiger 100 fonctionne longtemps avec un seul carburateur, n'en recevant deux que lorsqu'elle devient une Bonneville, avec une cylindrée accrue et une nouvelle culasse comportant deux conduits d'admission. La régularité cyclique résultant du calage à 360° explique également la beauté du bruit, y compris au ralenti, une satisfaction que ne procurent pas les bicylindres en V[non neutre]. En revanche, le régime vibratoire s'apparente à celui d'un monocylindre, et fait partie du charme des « anglaises ».
La T100A reprend en 1958 l'évolution du moteur de la Speed Twin et gagne quelques chevaux. Elle connut un succès commercial certain aux États-Unis dans les années 1960.

### Tiger 110

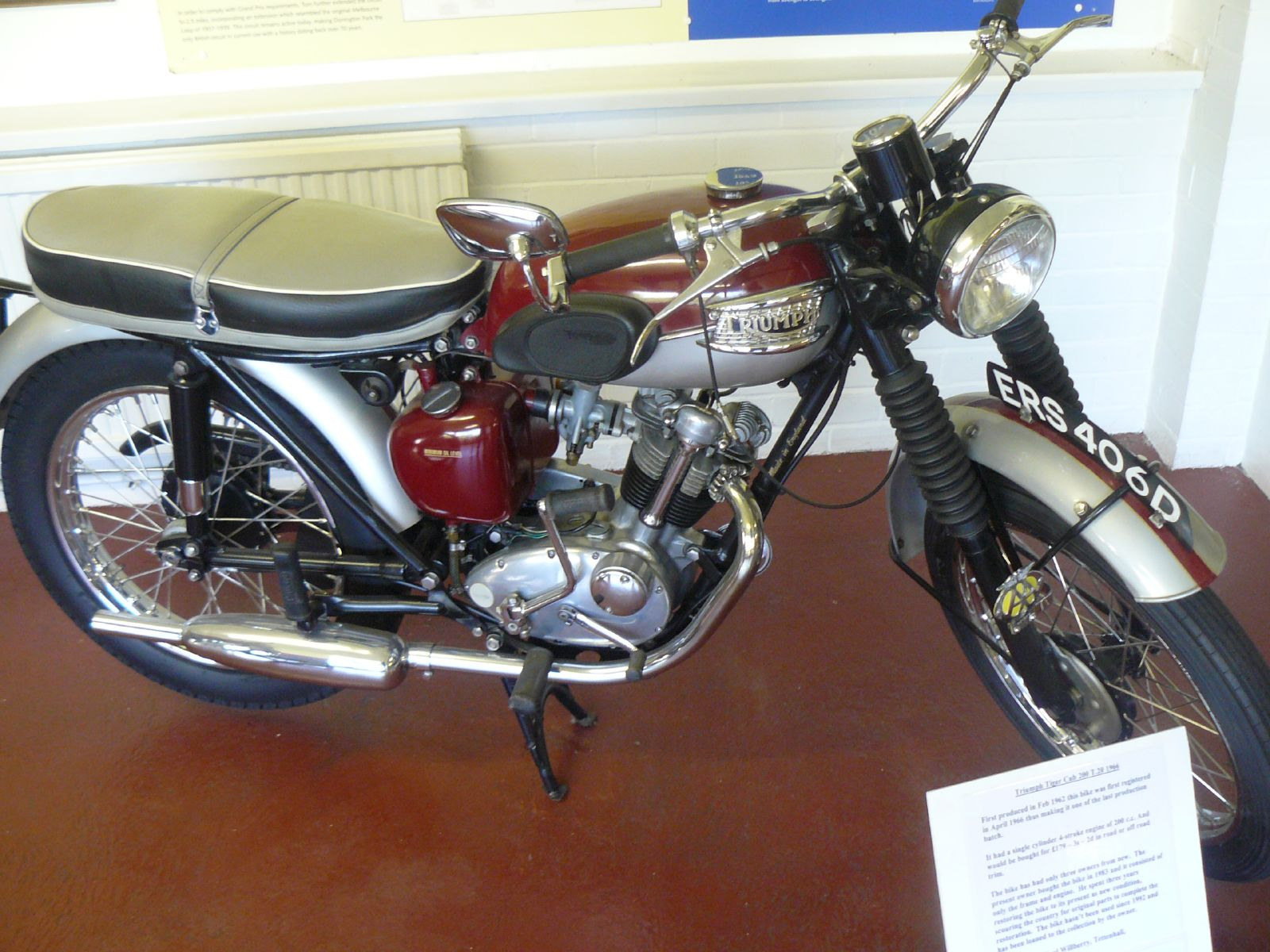
Tiger Cub.

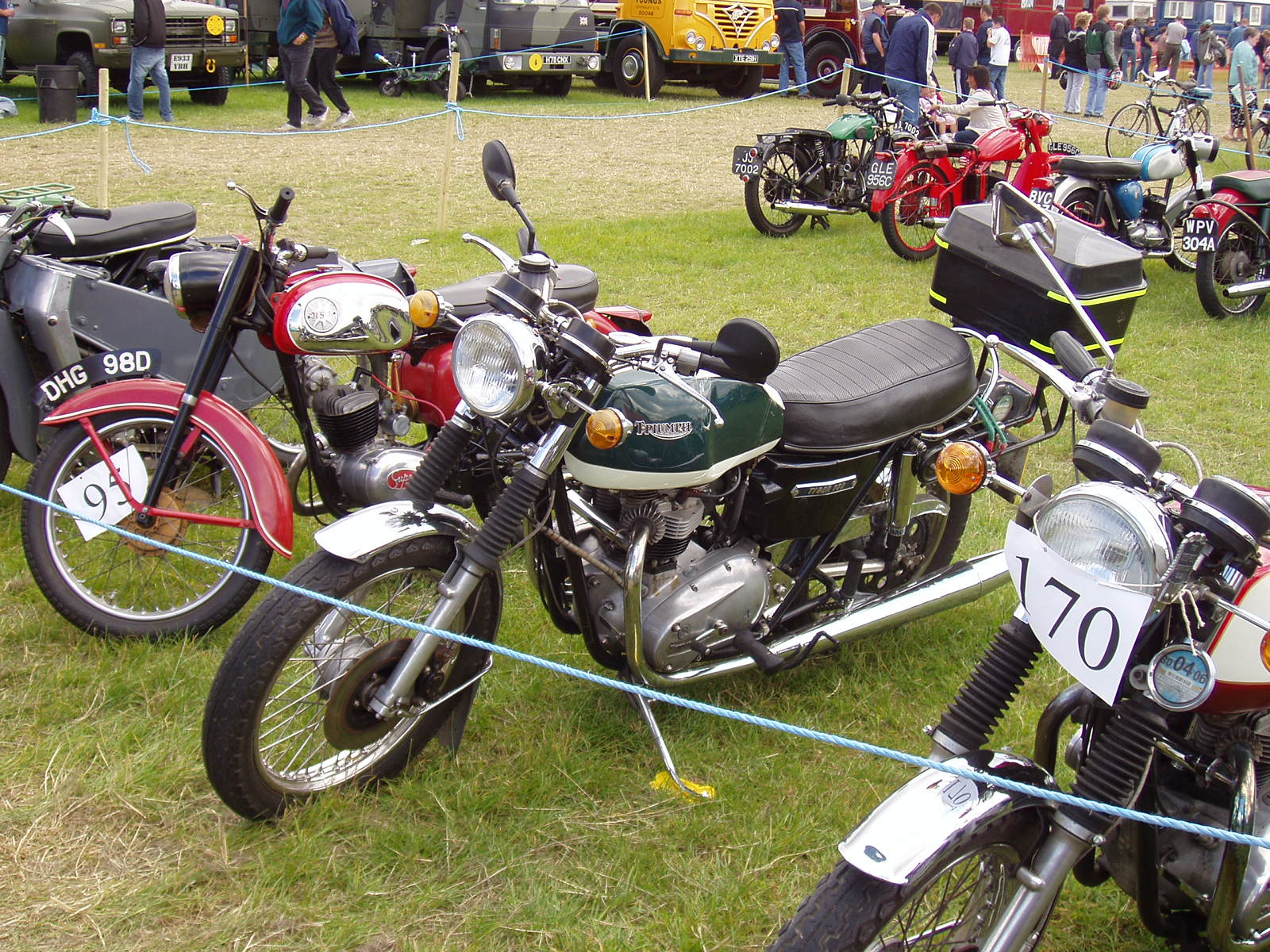
Tiger 750 TR7V.

« La Triumph la plus puissante jamais construite. » C'était le slogan lors de sa présentation en 1953. Son moteur bicylindre en ligne quatre temps de 649 cm3 délivre 42 ch, ce qui permet de propulser ses 180 kg à près de 175 km/h.

### Tiger Cub
Elle est conçue comme une moto tout-terrain, destinée aux courses américaines. Elle utilise un monocylindre quatre temps de 200 cm3 annoncé pour 10 ch. Mais ses points forts ne sont pas dans la puissance, étant est très légère (102 kg) et très maniable.

### Tiger 650 (TR6R)
La 650 Tiger est une version route de la 650 Trophy, produite en 1972. Son bicylindre quatre temps de 649 cm3 développe 42 ch pour 175 kg.

### Tiger 750 (TR7V)
La Tiger 750 est une évolution de la 650, utilisant le moteur de la Bonneville de 744 cm3 et 51 ch.
Une version préfigurant les Tiger d'Hinckley sort en 1980. Appelée « Tiger Trail », c'est une déclinaison tout-terrain de la Tiger 750.

## Tiger trail

### Tiger 900
La Tiger 900 apparaît en 1993, au salon de Cologne, pour concurrencer la reine des gros trails multicylindre, la BMW GS, mais aussi pour offrir une alternative aux Cagiva Elefant et Yamaha Super Ténéré. Son esthétique, son comportement et son gabarit font que les journalistes spécialisés lui confèrent rapidement la réputation d'être une moto pour « échassier culturiste » ou de « bûcheron ».
Extérieurement, elle donne tout de suite une impression massive. Le petit carénage tête de fourche et ses optiques rondes sont taillés à la serpe. Les coloris proposés (Khaki Green, Pimento Red ou encore Diablo Black) participent au look baroudeur de l'engin.
Le moteur tricylindre de 885 cm3 délivre « seulement » 85 ch, mais le couple de 8 kg m à 5 500 tr/min offre des reprises satisfaisantes.
La selle culmine à 850 mm. Les 257 kg tous pleins faits annoncés et le centre de gravité placé très haut rendent des évolutions à l'arrêt difficiles.
L'équipement est assez complet. Le tableau de bord se pare d'une jauge de carburant et d'une montre.
Sur la route, la roue avant de 19 pouces avale les obstacles et les suspensions souples assurent un confort correct. La position droite et haute permet de dominer la route et d'anticiper sur la circulation. La suspension avant est de marque Kayaba, puis Showa en 1998.
La Tiger sert de compagnon de route à Pamela Anderson dans le film Barb Wire.
En 1999, la Tiger 900 devient Tiger T709. L'esthétique est modifiée, les courbes sont plus douces, les phares ne sont plus ronds mais légèrement ovales. Certains utilisateurs considèrent cette nouvelle décoration comme une perte de caractère.[réf. nécessaire]
Le moteur provient de la nouvelle mouture de la Speed Triple, avec l'alimentation par injection électronique. Le nouveau cadre périmétrique en acier permet d'abaisser le centre de gravité. Le réservoir gagne 6 L et la faible consommation permet une autonomie de plus de 400 km.
La hauteur selle est réglable sur trois positions, de 840 à 860 mm, pour s'adapter à tous les gabarits de pilotes. Malgré cette modification, la Tiger reste une moto difficile pour les pilotes de moins d'1,80 m.
La T709 a également été vue à la poursuite de Jet Li dans Roméo doit mourir.
Les coloris disponibles sont :
| Année        | Couleur        | Couleur                | Couleur        |
| ------------ | -------------- | ---------------------- | -------------- |
| 1993         | - Caspian Blue | - Khaki                | - Pimento Red  |
| 1994         | - Caspian Blue |                        | - Pimento Red  |
| 1995 et 1996 | - Caspian Blue | - Diablo Black         | - Pimento Red  |
| 1997         | - Khaki Green  |                        | - Chili Red    |
| 1998         | - Jet Black    | - British Racing Green | - Volcanic Red |
| 1999         | - Jet Black    | - Lightning Yellow     |                |
| 2000         | - Jet Black    | - Lightning Yellow     | - Eclipse Blue |

### Tiger 955i

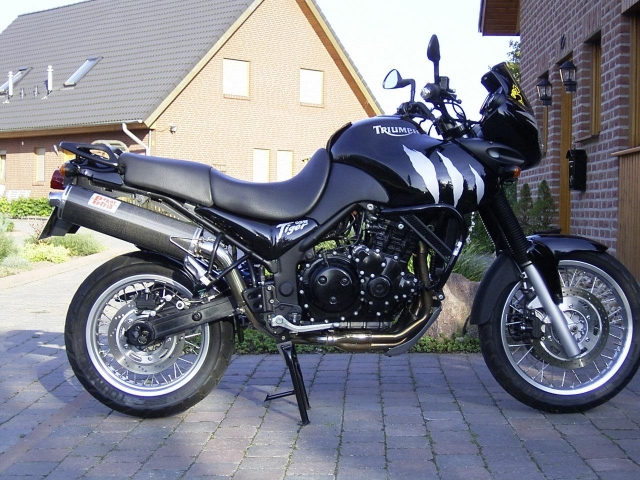
Modèle 2001.

En 2001, la Tiger adopte le nouveau moteur de 955 cm3, issu des nouvelles Daytona et Speed Triple, annoncé pour 105 ch et 9 kg m de couple.
Le diamètre du disque de frein avant gagne 34 mm, tandis que l'arrière gagne 30 mm. L'empattement est légèrement réduit et passe à 1 515 mm. Elle prend de l'embonpoint et revendique 215 kg à sec.
Sur le réservoir, la décoration représente trois griffes, pour représenter les trois cylindres.

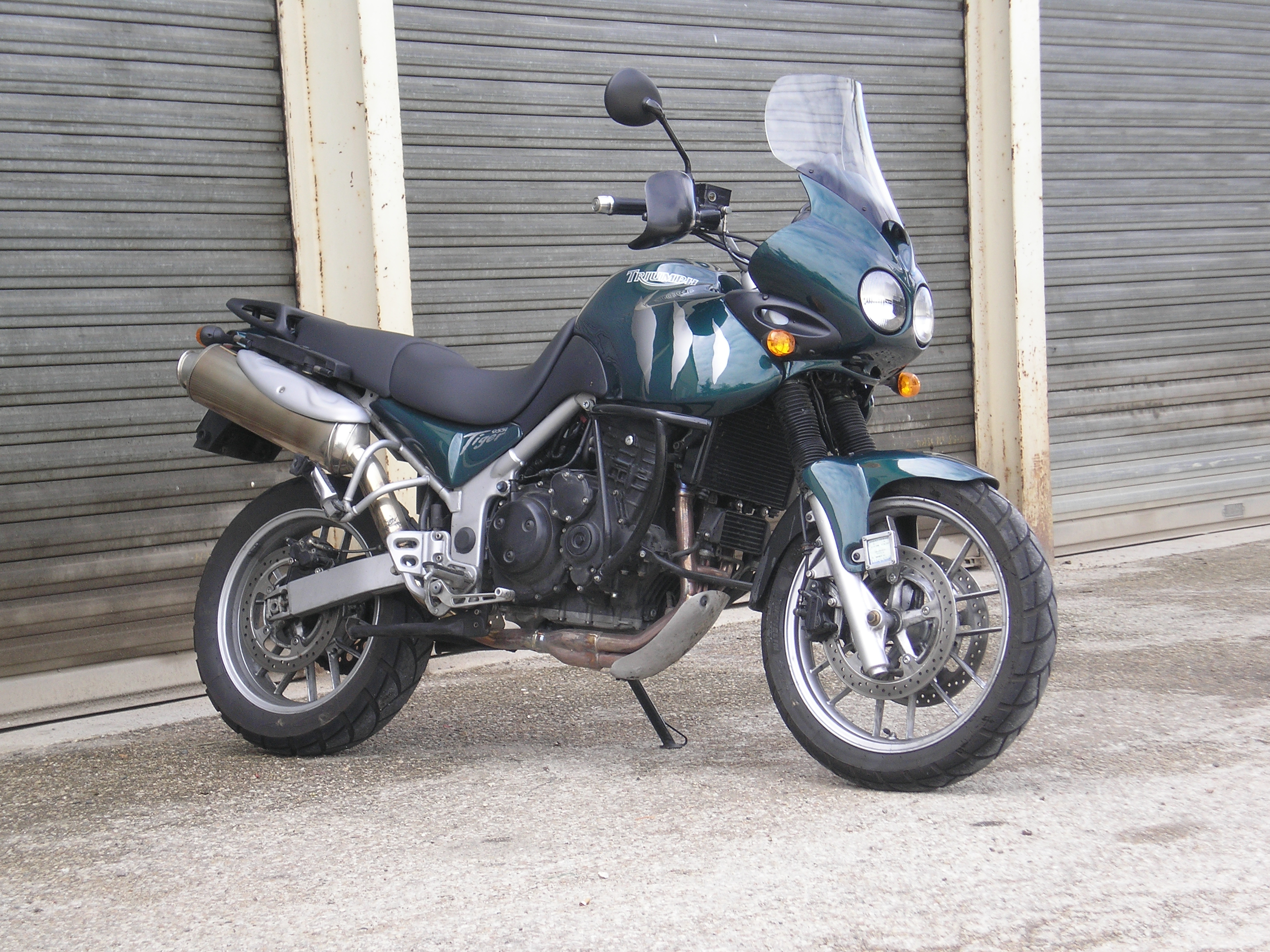
Modèle 2004.

En 2004, la Tiger reçoit quelques modifications. Les roues à rayons sont remplacées par des modèles à bâtons en aluminium, permettant la monte de pneus sans chambre à air. La géométrie est modifiée, l'angle de chasse est diminué, passant de 28 à 25,8°, pour augmenter l'agilité et la maniabilité. Le bras oscillant est modifié, le réglage de tension de la chaîne par excentrique est remplacé par un système à roue poussée. La décoration « sourcils » au-dessus des phares est supprimée.
En 2006, la Tiger reçoit les carters de la 1050 Speed Triple. Les durits de refroidissement sont déplacées pour améliorer l'esthétique. Les sacoches latérales aux couleurs de la moto sont livrées en série.
Les coloris disponibles sont :
| Année        | Couleur                | Couleur            | Couleur          |
| ------------ | ---------------------- | ------------------ | ---------------- |
| 2001 et 2002 | - Jet Black            | - Roulette Green   |                  |
| 2003 et 2004 | - Jet Black            | - Aluminium Silver | - Lucifer Orange |
| 2005         | - British Racing Green | - Aluminium Silver | - Lucifer Orange |
| 2006         | - Jet Black            | - Aluminium Silver | - Caspian Blue   |

### Tiger 1050

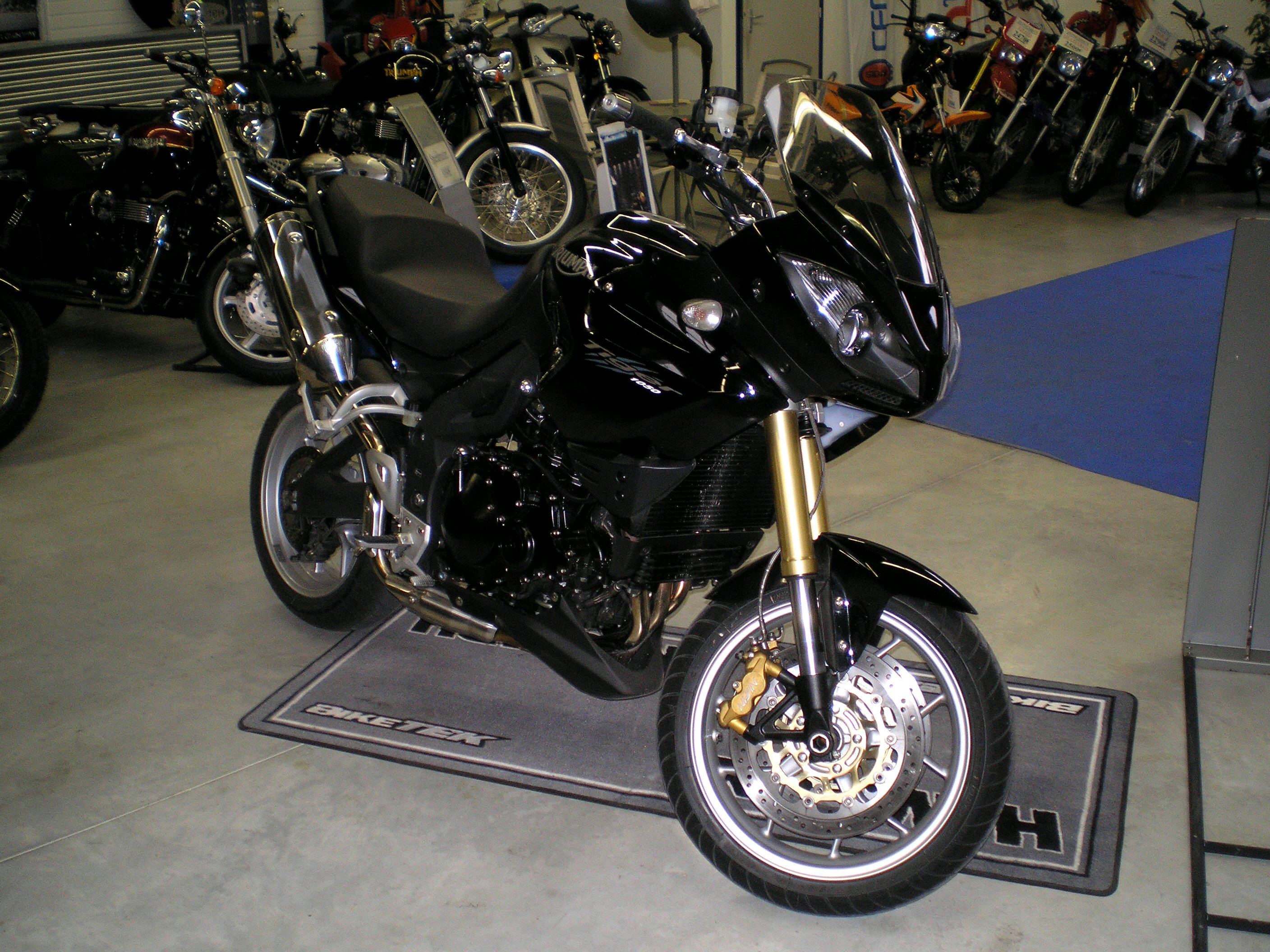
Triumph Tiger 1050.

La nouvelle Tiger apparaît fin 2006. Si la précédente version était « capable de vous emmener au bout du monde, vous et votre passager, que ce soit sur route ou sur un chemin » (d'après la brochure publicitaire), la nouvelle version se veut beaucoup plus routière. Elle s'éloigne de celle qui fut son modèle, la BMW GS pour se rapprocher de ses concurrentes Honda Varadero, Aprilia Caponord, Suzuki V-Strom et Ducati Multistrada.
L'esthétique se rapproche de la 675 Daytona, avec ses phares en losanges. L'arrière est tronqué. La moto semble ne pas avoir de coque arrière et s'arrêter après la selle passager. Le silencieux d'échappement garde sa place en haut, sur le côté droit. Les protège-mains, pourtant utiles en hiver pour prémunir du froid les mains du pilote, disparaissent.
Le moteur est celui de la 1050 Speed Triple, dégonflé pour n'offrir que 115 ch à 9 400 tr/min, pour un couple de 10 kg m à 6 250 tr/min.
La partie-cycle est modifiée. La fourche est de type inversée et réglable en compression, détente et précontrainte. Les étriers de freins avant sont à quatre pistons et à fixation radiale.
Exit la roue avant de 19 pouces avalant tous les obstacles, la nouvelle roue ne fait que 17 pouces, montée avec un pneu de 120 mm de largeur. La roue arrière passe de 150 à 180 mm de largeur. Pour affirmer encore plus son orientation routière, les pneus à vocation mixte route/chemin Metzeler Tourance ou Michelin Anakee de première monte sont remplacés par des Michelin Pilot Road.
Le gabarit est plus ramassé. L'empattement perd 18 mm, l'angle de chasse est ramené à 23,2°. La hauteur de selle perd 5 mm. Le poids est également en baisse avec 198 kg à sec annoncés (201 kg pour la version ABS). Le réservoir perd 4 l de capacité mais ses 20 l lui assurent une bonne autonomie.
Elle est vendue moins cher que sa devancière, soit 10 490 €. Une version équipée de l'ABS est disponible pour 11 210 €.
Mise en vente à partir de mars 2009, Triumph propose une Tiger Édition Spéciale, arborant une peinture bi-ton Matt Graphite et Matt Black, équipée de protège-mains et de sacoches latérales, pour 12 400 €.
La 1050 Tiger est supprimée du catalogue français fin 2011, avec l'arrivée de la 1200 Tiger Explorer. Seule subsiste la 1050 Tiger SE.
Les coloris disponibles sont :
| Année        | Tiger           | Tiger           | Tiger          | Tiger             | Tiger SE                     | Tiger SE         | Tiger SE |
| ------------ | --------------- | --------------- | -------------- | ----------------- | ---------------------------- | ---------------- | -------- |
| 2006 et 2007 | - Fusion White  | - Jet Black     | - Caspian Blue | - Scorched Yellow |                              |                  |          |
| 2008         | - Fusion White  | - Jet Black     | - Caspian Blue | - Blazing Orange  |                              |                  |          |
| 2009         | - Fusion White  | - Jet Black     |                | - Blazing Orange  | - Matt Graphite - Matt Black |                  |          |
| 2010         | - Fusion White  | - Phantom Black |                |                   | - Matt Graphite - Matt Black | - Blazing Orange |          |
| 2011,        | - Crystal White | - Phantom Black |                |                   | - Matt Graphite - Matt Black | - Blazing Orange |          |
| 2012         |                 |                 |                |                   | - Crystal White              | - Diablo Red     |          |

Triumph Tiger 1050 sport
C'est la dernière version de la Tiger 1050, avec une cible de clients plus route. La moto est moins haute, plus fine. Le moteur développe 125 ch mais est bridé en France à 105 ch dans ses premières versions.
La seconde version du Tiger Sport date de 2015.

### Tiger 800
La 800 Tiger apparaît lors du salon de Cologne de 2010. Elle est immédiatement déclinée en deux versions, la 800 Tiger et la 800 Tiger XC. La seconde se démarque par ses prétentions tout-terrain alors que la première se pose en machine routière.

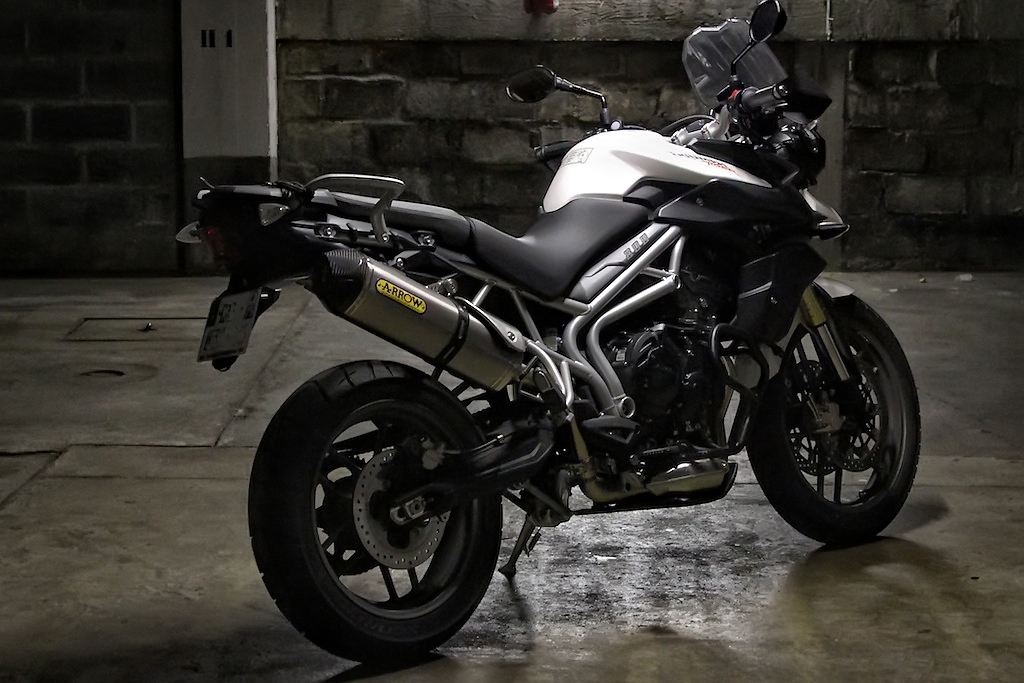
Tiger 800 vue arrière.

La 800 XC quant à elle se veut être une concurrente directe de la BMW F 800 GS à laquelle elle est souvent comparée.
Elle est commercialisée à partir de décembre 2010 pour les modèles standard sans ABS, les XC et les versions ABS arrivent à partir de janvier 2011.
Début juillet 2011, les deux machines ont vu leur prix public augmenter de 200 €, passant à :
- Tiger 800 : 9 190 € / 9 790 € version ABS ;
- Tiger 800 XC : 10 190 € / 10 790 € version ABS.

Les coloris disponibles sont :
| Année        | Tiger           | Tiger           | Tiger          | Tiger XC        | Tiger XC        | Tiger XC           |
| ------------ | --------------- | --------------- | -------------- | --------------- | --------------- | ------------------ |
| 2011 et 2012 | - Phantom Black | - Crystal White | - Venom Yellow | - Phantom Black | - Crystal White | - Matt Khaki Green |
| 2013,        | - Phantom Black | - Crystal White | - Saphire blue | - Phantom Black | - Crystal White | - Matt Khaki Green |

### Tiger 1200 Explorer
En novembre 2011, une nouvelle version de la Tiger est présentée au salon de Milan, la Tiger 1200 Explorer. Elle est commercialisée à partir du printemps 2012.
Elle est dotée d'un moteur tricylindre en ligne 4 temps de 1 215 cm3. Il est annoncé à 137 ch en version libre à 9 000 tr/min avec un couple de 12 kg m à 6 400 tr/min.
Le cadre est un treillis tubulaire en acier. L'amortissement est confié à une fourche télescopique inversée de 46 mm de diamètre et un monoamortisseur réglable en précharge, détente et compression, tous deux de marque Kayaba. Les débattements sont respectivement de 190 et 194 mm. Le freinage est assuré par Nissin, avec deux disques flottants de 305 mm pincés par des étriers quatre pistons à l'avant et un disque de 282 mm et un étrier double piston à l'arrière. La 1200 Tiger Explorer est équipée d'un ABS déconnectable.
Ce trail routier inaugure une transmission finale par arbre et cardan. Côté équipement, on retrouve un accélérateur électronique ride-by-wire, un régulateur de vitesse, un antipatinage, et un ordinateur de bord.
Son poids tous pleins faits est de 259 kg.
| Année | Couleurs        | Couleurs   | Couleurs        |
| ----- | --------------- | ---------- | --------------- |
| 2012  | - Phantom Black | - Graphite | - Saphirre Blue |

### Tiger 900 (2020)
La Triumph Tiger 900 est une moto sport de poids moyen introduite en 2020 par le constructeur britannique Triumph Motorcycles. Alors qu'il y avait une moto appelée « Tiger 900 » (T400) fabriquée de 1993 à 1998, ce modèle est un tout nouveau design destiné à succéder à la Tiger 800 (à laquelle il a une apparence similaire).
Les améliorations du Tiger 900 comprenaient un moteur de plus grande cylindrée de 900 cm3, un réservoir de carburant plus grand de 20 L et un éclairage LED. De plus, des mises à jour majeures ont été apportées à la suspension et de nouveaux freins à disque Brembo ont été ajoutés. Sur les GT, GT Pro, Rally et Rally Pro, il existe également un écran TFT de sept pouces (18 cm), un système de freinage antiblocage en virage et un système de contrôle de traction en virage.
Il existe six variantes : le modèle de base, GT, GT LRH, GT Pro, Rally et Rally Pro.
Les modèles GT « orientés street » (les GT, GT LRH et GT Pro) étaient destinés à être plus une moto de route et ont été conçus pour les « aventures urbaines », y compris les randonnées longue distance ; comme le modèle de base, ils sont livrés avec des roues en fonte d'alliage. Le GT LRH (abréviation de Low Ride Height) a une suspension spécialisée descendant de 40 mm à l'avant et de 19 mm à l'arrière, et une hauteur de selle plus basse à 760 mm, pouvant être aussi placée à 780 mm.
Les modèles Rallye « orientés trail » (Rallye et Rallye Pro) étaient destinés à être plus une molo tout-terrain ; ils sont livrés avec des roues à rayons tubeless. Le siège du Rallye est 40 mm plus haut que le GT. Le poids à vide revendiqué par le fabricant pour le Rally Pro était de 201 kg. La roue avant du Rally Pro mesure 21 pouces (53 cm).